# Walter Leissle
Walter Leissle (* 26. Januar 1932 in Karlsruhe; † 19. November 2013 in Walchstadt) war ein deutscher Liedtexter.

## Leben und Werk
Walter Leissle legte sein Abitur in Gräfelfing bei München ab und studierte im Anschluss daran Elektrotechnik mit dem Abschluss Diplom-Ingenieur FH. Es folgte ein Studium der Betriebswirtschaftslehre an der Universität München und in Innsbruck. In seiner Jugendzeit galt sein musikalisches Interesse Dixieland und Swing, Ende der 1950er wandte er sich dem deutschen Schlager zu und beschloss, Textdichter zu werden. Nachdem er erste Wettbewerbe gewonnen hatte, konzentrierte er sich nach seinem Studienabschluss auf die dichterische Arbeit.
Leissle verfasste über 4000 Texte für Tonträger, Rundfunk und Fernsehen für Interpreten wie unter anderem Vico Torriani, Jimmy Makulis, Bruce Low, Manuela, Johannes Heesters, Jean Claude Pascal, Dalida, Eddie Constantine, Peter Alexander, Lolita, Peter Kraus, Gunter Wewel, Bruce Low, Fred Bertelmann, Bata Illic, Manuela, Teddy Parker, Slavko Avsenik, Ernst Mosch, Maria und Margot Hellwig, Marianne und Michael, Kastelruther Spatzen, Patrizius, Oswald Sattler, Medium-Terzett, Chris Wolff, Hansi Hinterseer, Gaby Baginsky, Kurt Elsasser und die Mainzer Hofsänger. Zu den Komponisten zählen u. a. Robert Stolz, Franz Grothe, Werner Bochmann, Werner Scharfenberger, Udo Jürgens und Christian Bruhn.
Leissle schrieb In den 1970er Jahren eine Reihe von Beiträgen für Unterhaltungssendungen des deutschen Fernsehens. 1972 gewann er mit „Ich bin in München verliebt“ die weißblaue Jahreshitparade des Bayerischen Rundfunks. Beim deutschen Schlagerwettbewerb 1973 belegte Anne-Karin mit „Dreh dich weiter, Ballerina“ (Musik: Gustav Brendel) den dritten Platz. Beim Grand Prix der Volksmusik gelangte Werke mit seinen Texten neun Mal in die deutsche Auswahlrunde.
Sein Text „Servus, Gruezi und Hallo“ wurde zum Themalied der gleichnamigen TV-Sendung mit Maria und Margot Hellwig. Im Jahr 1992 wurde „Jeder Tag ist ein Geschenk“ in Österreich der am meisten gespielte deutschsprachige Song.  Zwischen 1985 und 1995 belegte er elf Jahre lang den von m-hitservice ermittelten dritten Platz der erfolgreichsten Textdichter in Deutschland, Österreich und der Schweiz mit Liedern wie „Sonne wach auf“, „So weit von daheim“, „Ich hab´ das Lachen nicht verlernt“, „Ave Maria der Heimat“ und  „Verliebt in den Wörthsee“.
In den 1980er und 1990er Jahren verfasste er für mehr als 60 zweistündige Rundfunksendungen von Bayern 1 die Manuskripte, die unter anderem von Günter Wewel, Gustl Bayrhammer, Enrico de Paruta, Max Grießer und Fritz Straßner vorgetragen wurden. 1998 gewann er gemeinsam mit dem Komponisten Willi März mit „Come to Frankfurt“ den von der Frankfurter Musikmesse ausgeschriebenen Wettbewerb Ein Lied für Frankfurt.
Leissle entwarf zudem die Libretti für drei Musicals, verfasste zwei Theaterstücke und konzipierte drei Bücher mit Gedichten, wovon die Die weißblauen Sternbilder wurden häufig in Bayern 1 gesendet wurden.
Walter Leissle hatte drei Söhne und lebte mit seiner Ehefrau am Wörthsee in Oberbayern.

## Auszeichnungen
Drei goldene Schallplatten sind ein Ergebnis seiner umfangreichen Tätigkeit.